# Archibald Cox
Archibald Cox, född 12 maj 1912 i Plainfield, New Jersey, död 29 maj 2004 i Brooksville, Maine, var en amerikansk jurist. Cox, som var demokrat, arbetade åren 1961–1965 som Solicitor General (ungefär justitiekansler) i John F. Kennedys och Lyndon B. Johnsons administrationer.
Cox agerade från 19 maj 1973 som särskild åklagare med självständig ställning inom USA:s justitiedepartment vid utredningen av Watergateaffären. Den 20 oktober 1973 avskedades han från posten av USA:s tillförordnade justitieminister Robert Bork på direkt order av president Richard M. Nixon, som inte ville lämna ut bandinspelningar som gjorts i Vita huset. Justitieminister Elliot Richardson och biträdande justitieminister William Ruckelshaus hade samma dag avgått eftersom de vägrade att avskeda Cox. Nixons agerande väckte ramaskri i USA, och när banden till sist lämnades ut året efter tvingades Nixon att avgå på grund av deras innehåll.